# 전설 비원순 중모음
전설 비원순 중모음(前舌 非圓脣 中母音) 또는 전설 평순 중모음(前舌 平脣 中母音)은 모음의 하나이다.
- 이 홀소리는 닿소리가 되지 않을만큼 혀의 위치를 앞으로 해서 발음하는 전설모음이다.
- 이 홀소리는 입술을 둥글게 하지 않고 발음하는 비원순모음이다.
- 이 홀소리는 혀의 위치를 고모음과 저모음의 중간 위치로 해서 발음하는 중모음이다.

## 예
| 언어              | 철자          | 발음     | 뜻         | 비고          |
| 표준 중국어       | 也 / yě       | [je̞˨˩˦]  | 또한       |               |
| 일본어            | 笑み          | [e̞mʲi]   | 미소 짓다  |               |
| 한국어            | '내가'의 'ㅐ' | [nɛ̝ɡɐː]  | '내가'     | ɛ의 중모음화. |
| 튀르키예어        | ev            | [e̞v]     | 집         |               |
| 루마니아어        | fete          | [ˈfe̞t̪e̞]  | 소녀들     |               |
| 라트비아어        | ēst           | [ê̞ːs̪t̪]   | (…을) 먹다 |               |
| 표준 슬로바키아어 | behať         | [ˈbɛ̝ɦäc] | 달리다     |               |